# Zuidelijke roodsnaveltok
De zuidelijke roodsnaveltok (Tockus rufirostris) is een neushoornvogel die voorkomt in het Afrotropisch gebied. De soort wordt vaak nog beschouwd als een ondersoort van de roodsnaveltok (T. erythrorhynchus rufirostris).

## Herkenning
De zuidelijke roodsnaveltok lijkt sterk op de gewone roodsnaveltok. Deze soort is iets groter en deze soort is donkerder grijs op de kop en borst, maar met minder zwart op de snavel. De ogen zijn geel en de naakte huid bij het oog en op de keel is vleeskleurig.

## Verspreiding
Het verspreidingsgebied van deze roodsnaveltok ligt in Malawi, Zambia, Zuid-Angola en Transvaal (Zuid-Afrika). Het leefgebied komt overeen met dat van de gewone roodsnaveltok. De soort heeft geen aparte vermelding op de Rode Lijst van de IUCN omdat BirdLife International de zuidelijke roodsnaveltok niet als een aparte soort beschouwt.	